# 黑爾 (科羅拉多州)
黑爾（英語：Hale）是位於美國科羅拉多州尤馬縣的一個非建制地區。該地的面積和人口皆未知。

## 地理
黑爾的座標為39°37′50″N 102°08′37″W / 39.63056°N 102.14361°W，而該地的平均海拔高度為1098米（即3602英尺）。